# Lasiopogon phaeothysanotus
Lasiopogon phaeothysanotus là một loài ruồi trong họ Asilidae. Lasiopogon phaeothysanotus được Cannings miêu tả năm 2002. Loài này phân bố ở vùng Cổ Bắc giới và châu Á.